# Westralunio carteri
Westralunio carteri é uma espécie de bivalve da família Hyriidae.
É endémica da Austrália.